# Pontus Thomée
Pontus Thomée, född 28 januari 1987, är en svensk friidrottare (spjutkastning) tävlande för Spårvägens FK.
Under åren 2006 till 2011 studerade Pontus Thomée vid Boise State University i Idaho, USA.
Thomée deltog vid junior-EM i Kaunas i Litauen 2005 och tog där en åttondeplats med 66,18.
Vid de amerikanska universitetsmästerskapen i juni 2009 blev Pontus Thomée femma med 71,14 m. Vid U23-EM i Kaunas i Litauen senare på året blev han utslagen direkt i kvalet.
Thomée deltog även vid 2010 års universitetsmästerskap i USA, och denna gång kom han på andra plats med nytt personligt rekord, 73,60 m.

## Personliga rekord
Utomhus 
- Diskus – 48,24 (Kungälv 8 juni 2013)[1]
- Spjut – 73,60 (Eugene, Oregon USA 10 juni 2010)[1][12]
- Spjut – 69,95 (Lerum 29 maj 2004)[13]

### Fotnoter
1. 1 2 3  ”Personsida på AllAthletics” (på engelska). all-athletics.com. Arkiverad från originalet den 1 december 2017. https://web.archive.org/web/20171201034547/http://www.all-athletics.com/node/74560. Läst 19 november 2017.
2. ↑  ”Svenska friidrottare i USA LÄSÅRET 2006/2007”. friidrott.se. 19 maj 2007. Arkiverad från originalet den 1 december 2017. https://web.archive.org/web/20171201034426/http://www.friidrott.se/ovrigt/sweusa/sweusa11.aspx. Läst 19 november 2017.
3. ↑  ”Svenska friidrottare i USA LÄSÅRET 2007/2008”. friidrott.se. 25 mars 2008. Arkiverad från originalet den 1 december 2017. https://web.archive.org/web/20171201034426/http://www.friidrott.se/ovrigt/sweusa/sweusa11.aspx. Läst 19 november 2017.
4. ↑  ”Svenska friidrottare i USA LÄSÅRET 2008/2009”. friidrott.se. 21 mars 2009. Arkiverad från originalet den 1 december 2017. https://web.archive.org/web/20171201034426/http://www.friidrott.se/ovrigt/sweusa/sweusa11.aspx. Läst 19 november 2017.
5. ↑  ”Svenska friidrottare i USA LÄSÅRET 2009/2010”. friidrott.se. 19 mars 2010. Arkiverad från originalet den 1 december 2017. https://web.archive.org/web/20171201034426/http://www.friidrott.se/ovrigt/sweusa/sweusa11.aspx. Läst 19 november 2017.
6. ↑  ”Svenska friidrottare i USA LÄSÅRET 2010/2011”. friidrott.se. 1 juni 2011. Arkiverad från originalet den 1 december 2017. https://web.archive.org/web/20171201034426/http://www.friidrott.se/ovrigt/sweusa/sweusa11.aspx. Läst 19 november 2017.
7. ↑  ”JEM19 EM3: Pontus 8:a, Linda och 4x4-tjejerna till final”. friidrott.se. 23 juli 2005. Arkiverad från originalet den 1 december 2017. https://web.archive.org/web/20171201043932/http://www.friidrott.se/nyheter.aspx?id=4850. Läst 19 november 2017.
8. ↑  ”European Athletics U20 Championships - Kangas 2005” (på engelska). european-athletics.org. http://www.european-athletics.org/competitions/european-athletics-u20-championships/history/year=2005/results/index.html#. Läst 18 november 2017.
9. ↑  ”NCAA: Brons till Anna”. friidrott.se. 13 juni 2009. Arkiverad från originalet den 1 december 2017. https://web.archive.org/web/20171201040741/http://www.friidrott.se/nyheter.aspx?id=9732. Läst 19 november 2017.
10. ↑  ”European Athletics U23 Championships - Kaunas 2009” (på engelska). european-athletics.org. http://www.european-athletics.org/competitions/european-athletics-u23-championships/history/year=2009/results/index.html#. Läst 20 oktober 2017.
11. ↑  ”Pontus tvåa i NCAA-finalen”. friidrott.se. 11 juni 2010. Arkiverad från originalet den 1 december 2017. https://web.archive.org/web/20171201043819/http://www.friidrott.se/nyheter.aspx?id=11154. Läst 19 november 2017.
12. ↑  ”Personsida på European Athletics' webbplats” (på engelska). european-athletics.org. http://www.european-athletics.org/athletes/group=t/athlete=138939-thomee-pontus/index.html. Läst 19 november 2017.
13. ↑  ”Personsida på IAAF:s webbplats” (på engelska). iaaf.org. https://www.iaaf.org/athletes/sweden/pontus-thomee-204177. Läst 19 november 2017.